# Mont Suydam
Pour les articles homonymes, voir Suydam.
Le mont Suydam (en anglais : Mount Suydam) est une montagne d'Antarctique s'élevant à 1 020 m d'altitude et située à 6 km à l'ouest de Clark Ridge (en) dans les collines Anderson (en), dans la partie septentrionale du chaînon Patuxent, au sein de la chaîne Pensacola. Elle a été cartographiée par l'Institut d'études géologiques des États-Unis (USGS) à partir de relevés et de photographies aériennes de l'United States Navy de 1956 à 1966. Elle a été nommée par l'Advisory Committee on Antarctic Names (US-ACAN) d'après E. Lynn Suydam, un biologiste de la base antarctique Palmer pendant l'hiver de 1967.

## Source de la traduction
- (en) Cet article est partiellement ou en totalité issu de l’article de Wikipédia en anglais intitulé « Mount Suydam » (voir la liste des auteurs).